# Olou tou kosmou i Elpida
"Olou tou kosmou i Elpida" (alfabeto grego: "Όλου του κόσμου η Ελπίδα", tradução portuguesa " O Mundo inteiro de esperança") foi a canção grega no Festival Eurovisão da Canção 1992, interpretada em grego por Cleopatra. Foi a quinta canção a ser interpretada na noite do evento, a seguir à canção turca "Yaz bitti", interpretada por Aylin Vatankoş e antes da canção francesa "Monté la riviè", interpretada por Kali. A canção grega terminou em quinto lugar (entre 23 participantes), obtendo um total de 94 pontos.

## Autores
- Letra e música: Hristos Lagos
- Orquestração: Haris Andreadis

## Letra
A canção é uma balada, com Cleopatra cantando sobre a incerteza do mundo moderno e pedindo que a sua canção aponte o caminho para "um mundo cheio de esperança".